# Davallia

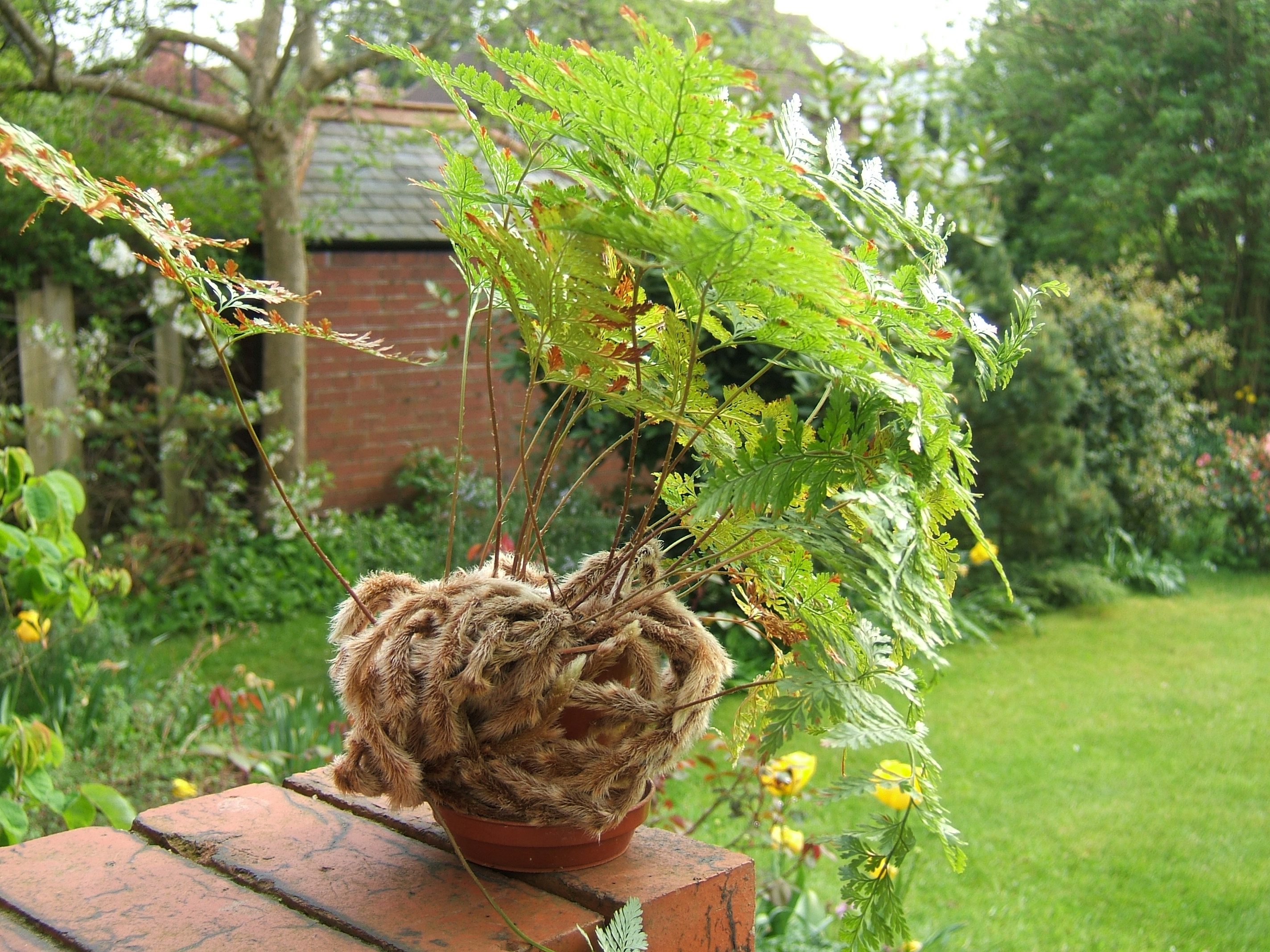
Davallia canariensis amb els rizomes.

Davallia és un gènere de falgueres en la família de les Davalliaceae amb de prop de 40 espècies.
Són falgueres epífites o litòfites amb rizomes rastrers dictiostèlics i dorsiventrals, densament tricomatosos. Frondes molt espaiades, coriàcies, glabres, de làmines triangulars o ovalades. Creixen en i sobre la gruixuda escorça d'arbres o en esquerdes rocoses.

## Taxonomia
Algunes espècies:
- Davallia bullata - Japó, Xina, Àsia tropical.
- Davallia canariensis - illes Canàries a Espanya i nord d'Àfrica.
- Davallia divaricata (sense.: Davallia polyantha) - Àsia tropical.
- Davallia fejeensis Hook (sense.: Davallia fijiensis) - illes Fiji, Austràlia.
- Davallia solguda - Malàisia, Polinèsia, Queensland.
- Davallia trichomanoides (sense.: Davallia dissecta) - Malàisia.